# Vyškovec
Vyškovec (en allemand : Wischkowetz) est une commune du district d'Uherské Hradiště, dans la région de Zlín, en République tchèque. Sa population s'élevait à 148 habitants en 2020.

## Géographie
Vyškovec se trouve à la frontière avec la Slovaquie, à 30 km au sud-est d'Uherské Hradiště, à 35 km au sud-est de Zlín et à 278 km à l'est-sud-est de Prague.
La commune est limitée par Vápenice et Starý Hrozenkov au nord, par la Slovaquie à l'est et au sud, et par Lopeník à l'ouest.

## Histoire
La première mention écrite du village date de 1830.